# Fenouillet (Pireneje Wschodnie)
Fenouillet – miejscowość i gmina we Francji, w regionie Oksytania, w departamencie Pireneje Wschodnie.
Według danych na rok 1990 gminę zamieszkiwało 76 osób, a gęstość zaludnienia wynosiła 4 osoby/km² (wśród 1545 gmin Langwedocji-Roussillon Fenouillet plasuje się na 825. miejscu pod względem liczby ludności, natomiast pod względem powierzchni na miejscu 409.).

## Populacja

Populacja Fenouillet w latach 1962–2008